# اغتيال خليل الوزير
عملية عرض هدف هي عملية عسكرية قامت بها الجيش الإسرائيلي في تونس في 16 أبريل 1988، كعملية مشتركة بين مختلف القوات مثل سرب استطلاع الأركان العامة والأسطول الثالث عشر والسرب الجوي وسفن الصواريخ وبالتعاون مع الموساد. وخلال العملية اغتال مقاتلو الدورية خليل الوزير المعروف باسم أبو جهاد (تيمناً بنجله الأكبر جهاد) وهو أحد مؤسسي حركة فتح وكان رئيسا للجناح العسكرى ل‍منظمة التحرير الفلسطينية وشغل منصب نائب ياسر عرفات.

## خلفية
وقد خطط لعملية اغتيال أبو جهاد عشية انتخابات الكنيست الحادي عشر في عام 1984. ولكن في 6 يوليو 1984، نشر أمنون أبراموفيتش في معاريف مقالا عن العملية المخطط لها بلغة ضمنية. ونتيجة لذلك تم تأجيل العملية.
وفي عام 1985، وبعد محاولة لتنفيذ هجوم كبير على معسكر كيريا في تل أبيب، تم إحباطها باستخدام السفينة «أتفيروس» التي بدأها أبو جهاد، تم «وضع علامة» على الرجل كهدف للاغتيال. وفشلت ثلاث محاولات لتصفيته. وكلف رئيس القوات المسلحة، آمنون ليبكين شاحاك، دورية الأركان العامة تحت قيادة العقيد موشيه يعالون بالمهمة. وقد كلف يعلون نائبه ناحوم ليف وضابط المخابرات ايال راغونيس بمهمة التخطيط. كما أجرى الموساد وقوات الدفاع الإسرائيلية تجمعا شاملا للاستخبارات حول الوزير محيط منزله في تونس وأسرته وعمله اليومي ومشاغله. وسيبقون في موقع مراقبة متنكر في الفيلا التي كان يقيم فيها الوزير حتى نهاية العملية.
وبما أن الفيلا كانت على بعد 5 كلم من الشاطئ حيث كانت قوات الوحدة على وشك الهبوط، فقد تم التدريب في رامات هاشارون، وهي على بعد مسافة مماثلة من شاطئ تل باروخ.

## مسار العملية
وغادرت قوات الجيش الإسرائيلي من إسرائيل يوم الأربعاء، 13 أبريل، إلى مكان المقصد بأربع سفن صواريخ ترافقها غواصة. وكانت إحدى السفن ضابطا قياديا بقيادة نائب رئيس الأركان إيهود باراك، كما شغل معه أيضا منصب رئيس السفينة البحرية عامي أيالون، التي مثلت البحرية.

## آثار مترتبة
وبعد يوم من العملية اندلعت أعمال العنف في أنحاء الضفة الغربية وقطاع غزة، مما أسفر عن مقتل 14 مدنيا، وهو أعلى عدد من القتلى حتى الآن خلال الانتفاضة الأولى.
وامتنعت إسرائيل لسنوات عن تأكيد أو نفي أن تكون قواتها هي التي نفذت عملية الاغتيال، وفي الواقع لم تتطرق لها على الإطلاق. وفي عام 2012 فقط أكد المدير العام لمكتب رئيس الوزراء خلال العملية يوسي بن أهارون أن دورية الأركان العامة كانت مسؤولة عن عملية الاغتيال. وقد منح ناحوم ليف وسام رئيس الأركان لعمله في العملية. وفي عام 2010، أعلن أن مقاتل الطراد، هاجاي بيليغ، منح في ذلك الوقت ميدالية بطل لدوره في العملية.